# Ed Guiney
Ed Guiney (18 de fevereiro de 1966) é um produtor de cinema irlandês. Conhecido por The Lobster e A Date for Mad Mary, foi indicado ao Oscar de melhor filme na edição de 2016 pela realização da obra Room. Venceu o BAFTA em 2005 pelo telefilme Omagh. Venceu o BAFTA de melhor filme britânico na edição de 2019. Venceu o Globo de Ouro de melhor filme de comédia ou musical na edição de 2024.